# Pseudostichococcus
Pseudostichococcus,  rod zelenih alga iz porodice Stichococcaceae, dio reda Prasiolales. Donedavno je bio monotipičan s vrstom Pseudostichococcus monallantoides, da bi 2021¸u njega bile uključene još 3 vrste.

## Vrste
1. Pseudostichococcus monallantoides L.Moewus
2. Pseudostichococcus sequoieti (G.Arce) Van & Glaser
3. Pseudostichococcus undulatus (Vinatzer) Van & Glaser